# Уолтерс, Энн-Мэри
Энн-Мэри Уолтерс (англ. Anne-Marie Walters; 16 марта 1923 — 3 октября 1998) — британская разведчица французского происхождения, лейтенант Женских вспомогательных воздушных сил Великобритании и агент Управления специальных операций под псевдонимом «Колетт».

## Биография
Родилась в Женеве в семье Ф.П.Уолтерса, британского политика и деятеля Лиги Наций, и француженки. После начала войны покинула страну и направилась в Англию, в 1941 году была принята в Женские вспомогательные воздушные силы с личным номером 2001920. Завербована в Управление специальных операций 6 июля 1943, осенью прошла подготовку в 23-м лагере УСО в Лох-Мораре (Шотландия). В декабре 1943 года предприняла попытку десантирования во Франции, однако самолёт по причине плохой погоды разбился, а Энн-Мэри чудом выжила.
При поддержке знакомого агента Клода Арно («Нерон») она в ночь с 3 на 4 января 1944 была переброшена в зону Арманьяк на юго-запад Франции, вступив в шпионскую сеть Джорджа Старра «Уилрайт», работала после высадки союзных войск в Нормандии курьером вместе с Ивонн Кормо. В августе 1944 года вернулась в Британию, где получила распоряжение продолжить службу в Управлении специальных операций или вступить в Свободные французские силы, однако в ноябре 1944 года Уолтерс в звании офицера отдела (лейтенанта) уволилась.
За свою службу Энн-Мэри Уолтерс была награждена рядом наград, в том числе орденом Британской Империи, французским Военным крестом и Медалью Сопротивления. После войны она жила во Франции и Испании, опубликовала мемуары, в которых подробно описывала жизни своего шефа во Франции Джорджа Старра и своего соратника Клода Арно. В 1947 году за книгу была награждена премией Джона Ллевеллина Райса. До конца жизни работала переводчицей и редактором под именем Анн-Мари Комер (фамилия после замужества).

### Мемуары
- Walters, Anne-Marie, Moondrop to Gascony (Macmillan 1946).

### Иные источники
- Squadron Leader Beryl E. Escott, Mission Improbable: A salute to the RAF women of SOE in wartime France, London, Patrick Stevens Limited, 1991. ISBN 1-85260-289-9
- National Archives, Kew, HS 9/339/2
- Foot M.R.D., SOE in France, (Routledge 2004), 332.
- Le Batallion de Guerilla de l'Armagnac (Amicale du Bataillon de l'Armagnac et A.I.T.I. sarl, 2002), 77